# Marco Misciagna
Marco Misciagna nascido em 5 de fevereiro de 1984) é um violinista e violista italiano.

## Biografia

### Educação musical
Marco Misciagna nasceu em Bari, Itália. Aos 15 anos graduou se em violino e viola no Conservatório N. Piccinni de Bari e mais tarde diplomou-se pela Accademia Nazionale di Santa Cecilia em Roma. Como melhor aluno do conservatório foi convidado pelo ex-presidente da República Italiana Carlo Azeglio Ciampi ao Palácio do Quirinal em Roma. Estudou com Corrado Romano e com Đorđe Trkulja (antigo violino I do Zagreb Quartert). Progrediu para estudar com Salvatore Accardo na Accademia Stauffer em Cremona, com Boris Belkin e com Jury Bashmet na Accademia Chigiana em Siena, onde recebeu dois Diplomas de Honra e ganhou duas vezes o Prêmio Monte dei Paschi di Siena, como melhor violinista e melhor violetista da escola (primeira vez na história da Academia).

### Carreira
Em 1999 venceu o Primeiro Prémio para jovens talentos “M.Benvenuti” de Vittorio Veneto.
Durante anos foi solista da orquestra espanhola de cordas de Málaga e foi convidado das maiores salas e instituições internacionais como a Berliner Philarmonie, Essen Philarmonie, Hamburg Laieszahalle, Mannheim Rosengarten, Meistersingerhalle Nuremberg, Prinzeregententheater de Mônaco, Teatro Arriaga em Bilbao, Musikverein em Viena, Teatro Victoria Eugenia em San Sebastian, Komitas Chamber Music Hall, Ópera de Kiev, Dar Sebastian na Tunísia, Sala Sinopoli Auditorium Parco della Música em Roma, Balboa Theatre em San Diego na Califórnia, Fox Tucson Theatre, St. e Carnegie Hall em Nova York.
Colaborou com Uto Ughi, Alexander Rudin,  Sergey Stadler, Alexander Markov, Mariana Sirbu, Gianluigi Gelmetti, Ramin Bahrami, Antony Pay,  Franco Petracchi, José Serebrier e Vladimir Zubitsky.
É solista principal honorário da Arkhangelsk State Chamber Orchestra, da Camerata Esteban Salas e da Orquestra Sinfônica de Oriente (Cuba).
Em 2018, recebeu a Medalha de Ouro do Vice-Primeiro Ministro Ucraniano aquando da commemoração do 150º Aniversário da Ópera de Kiev.
É oficial do Corpo Militar Voluntário da Cruz Vermelha italiana, auxiliar das forças armadas, com decreto do Presidente da República.

### Cargos de Ensino e Acadêmicos
Ele é professor de viola no Conservatório de Música Nino Rota em Monopoli e professor adjunto de violino e viola no Departamento de Música e Artes Cênicas da Universidade Bilkent em Ancara.
É professor honorário do Conservatório Estadual S.Rachmaninov em Tambov, na Far Eastern State Academy of Art de Vladivostok (Rússia), no Institut Supérieur de Musique de Sousse (Universidade de Sousse, Tunísia), no Conservatório Estaban Salas de Santiago de Cuba, na Pettman National Junior Academy of Music (Auckland, Nova Zelândia), no Komitas State Conservatory of Yerevan (Armênia).

### Projetos Especiais de Gravação e Iniciativas Culturais
Gravou um cd editado pela Dynamic Record Company e patrocinado pelo Lions Clubs International, tendo as receitas revertido a favor da construção de um centro multifuncional dedicado às crianças. Com a DAD-Records, fez a primeira gravação mundial do Quinteto Op. 128 e da Rapsódia Op. 88 obras do compositor italiano do século XX Raffaele Gervasio, contribuindo para a recuperação do repertório italiano menos conhecido.
O álbum em CD dele dedicado aos 41 Caprichos para viola, Op. 22, de Bartolomeo Campagnoli, arranjados para viola e piano por C.A.Tottmann, produzido pela Brilliant Classics, recebeu duas Medalhas de Ouro no Global Music Awards, na Califórnia.
Participou no programa de rádio Vite in Musica (13 episódios), transmitido pela RaiPlay Sound, dedicado ao compositor italiano Marco Anzoletti. O programa, centrado na vida e obra de Anzoletti, contou com atuações de Misciagna e interpretações da música do compositor. O envolvimento de Misciagna na transmissão ajudou a trazer uma atenção renovada às obras de Anzoletti, oferecendo aos ouvintes uma visão sobre as contribuições do compositor para a música italiana. Misciagna também foi o primeiro e único a interpretar o Concerto para Violino/Viola (1 solista) e Orquestra de Anzoletti, uma obra rara em que o solista alterna entre o violino e a viola, exibindo ambos os instrumentos em uma única execução. Sua interpretação contribuiu significativamente para a revalorização do repertório de Anzoletti.

## Discografia

### Álbuns
- Christmas In Classic - Marco Misciagna (violino/viola). Terramiamusic, 2010[19]
- Carulli, Giuliani, Paganini - Marco Misciagna (violino). Digressione Music (DCTT113), 2018[20]
- The Curve Of A Day - Marco Misciagna (violino/viola). Idyllium, 2016
- Sette - Marco Misciagna (violino). Digressione Music (DIGR77), 2017[21]
- Obras Solo de Câmara e Piano, vol. 3 - Marco Misciagna (viola). IMD, 2020[22]
- Beautiful Melodies para Viola e Piano - Marco Misciagna (viola). IMD, 2021[23]
- The Greatest Movie Soundtracks para viola e piano - Marco Misciagna (viola). IMD, 2022[24]
- Maurice Vieux: Complete Music for Unaccompanied Viola (World Premiere Recording) - Marco Misciagna (viola). Digressione Music (DCTT129), 2022[25]
- Bartolomeo Campagnoli: 41 Caprichos para Viola, Op. 22, arranjado para viola e piano por Carl Albert Tottmann - Marco Misciagna (viola). Brilliant Classics (96551), 2022[26]
- Federigo Fiorillo: 36 Caprichos Op. 3 para violino, transcritos para viola de Marco Misciagna - Marco Misciagna (viola). Brilliant Classics (97018), 2023[27]
- Albrecht Blumenstengel: 24 Estudos Op. 33 para Violino, Transcrição para Viola de Marco Misciagna - Marco Misciagna (viola). MM, 2023[28]
- Richard Hofmann: 15 Studies Op. 87 for Viola - Marco Misciagna (viola). MM, 024[29]
- Francesco Paolo Supriani: 12 Toccatas for Cello, Transcribed for Viola by Marco Misciagna - Marco Misciagna (viola). MM, 2024[30]
- Émile Poilleux: 20 Études chantantes et caractéristiques for Violin, Transcribed for Viola by Marco Misciagna - Marco Misciagna (viola). MM, 2024[31]
- Antonio Bartolomeo Bruni: 25 Etudes for Viola (World Premiere Recording). Marco Misciagna (viola). MM, 2024[32]
- Franz Anton Hoffmeister: 12 Etudes for Viola. Marco Misciagna (viola). MM, 2025[33]
- Agustín Barrios Mangoré: Compositions Arranged for Viola Solo by Marco Misciagna - Julia Florida; Las Abejas; Canción de Cuna; Leyenda de España; La Catedral (I. Preludio Saudade, II. Andante Religioso, III. Allegro Solemne); Una Limosna por el Amor de Dios; Preludio; Capricho Español; Gavota al Estilo Antiguo; Villancico de Navidad - Marco Misciagna (viola). MM, 2025[34]
- Georg Abraham Schneider: 6 Solos for Viola, Op. 19 & Variations, Op. 44 (arranged for viola by Marco Misciagna) - Marco Misciagna (viola). MM, 2025[35]

### Singles e EP
- Bohemian Rhapsody, Arranged for Viola Solo by Marco Misciagna (Live). MM, 2024 [36]
- Tico-Tico no Fubá, Arranged for Viola Solo by Marco Misciagna (Live). MM, 2024[37]
- Samba for Viola Solo (Live), music by Marco Misciagna. MM, 2024 [38]
- Heinrich Ignaz Franz von Biber: Passacaglia for Solo Viola, Arranged by Marco Misciagna (Live). MM, 2024[39]
- Johann Sebastian Bach: Sonata No.1, BWV 1001, Transcribed for Viola by Marco Misciagna (Live). MM, 2024[40]
- Johann Sebastian Bach: Tocata e Fuga BWV 565, Arranged for Viola by Marco Misciagna (Live). MM, 2024[41]
- Marco Anzoletti: Four Etudes for Viola Solo - Etudes No. 2 & 5 (1919) / Etudes No. 2 & 11 Op.125 (1929) - Marco Misciagna (viola). MM, 2024[42]
- Jiří Herold: Etudes for Viola (World Premiere Recording) - Marco Misciagna (viola). MM, 2025[43]

## Composições originais e arranjos
Composições originais :
- Dois Caprichos Flamencos para viola solo - El vito / Malagueña (também uma versão para violino solo);
- Introdução e Variações sobre o Tema Mer Hayrenik (Hino Nacional da Armênia) para viola solo;
- Morricone Film Suite para viola solo (Suíte em 8 movimentos, homenagem a Ennio Morricone);
- Viola Blues para viola solo;
- 6 Jazz Viola Preludes para viola solo (1-Ragtime, 2-Cafè Concerto, 3-Ragtime Boogie, 4-Ballade, 5-JSBach Joke, 6-Jazz Viola Prelude);
- Fantasia de Jerusalém para viola solo (homenagem a A.Vinitsky);
- Samba para viola solo (homenagem a A.Vinitsky);
- Suíte Star Wars para viola solo (homenagem a John Williams);
- Caprichos do Jazz para viola solo;
- 3 Peças, Homenagem a Charlie Byrd para viola solo (1-Swing'59, 2-Blues for Felix, 3-Spanish Viola Blues);[44]
- Fantasia na canção folclórica irlandesa "A última rosa do verão" : para violino e piano / Romolo Pio Misciagna ; (revisão e cadência de violino por Marco Misciagna) [45]

Arranjos :
- Isaac Albéniz : Asturias para Viola solo (de: Suite española No. 1, para piano, op. 47) / Rumores de la caleta para Viola solo (de: Recuerdos de viaje, para piano, op. 71) [46]
- Francisco Tárrega : Tango, Recuerdos de la Alhambra, Capricho árabe para Viola (originais para guitarra)[46]
- Fernando Sor : Andante - Duo for One Viola (de: 24 leçons progressivos, para guitarra, op. 31) [46]
- Manuel De Falla : Danza del molinero aus El sombrero de três picos para Viola[47]
- Julio Salvador Sagreras : El colibrí - Imitación al vuelo del picaflor para Viola[47]
- Jacques Bittner : Suíte para Viola[48]
- Carl Philipp Emmanuel Bach : Pedal Excercition, para Viola[48]
- Carl Philipp Emmanuel Bach : Sonata em lá menor, para Viola[48]
- Agustín Barrios: La Catedral / Julia Florida para Viola (originais para guitarra)[49]
- Agustín Barrios: La Catedral / Julia Florida para Violoncelo (originais para guitarra)[50]

## Prêmios
- 2017 - Prêmio “Arte, Sport e territorio” – Excelência da Puglia.
- 2019 - Prêmio Internacional "Fontane di Roma" (37ª edição) [51]
- 2019 - Prêmio Elmo "Histórias da Cultura Ordinária"[52]
- 2019 - Prêmio Internacional - Medalha de Ouro "Maison des Artistes" ( Universidade Sapienza de Roma );[53]
- 2019 - Prêmio Internacional Constantinus Magnus (Constantinian Nemagnic Order of St.Stephen);[54]
- 2019 - Prêmio “Vigna d'Argento” ( Palazzo Montecitorio, Câmara dos Deputados, Roma);[55]
- 2019 - Prêmio Internacional "Duquesa Lucrezia Borgia"[56]
- 2019 - Prêmio Internacional Cidade de Nápoles de Arte, Cultura e Moda, 9ª Edição do Óscar Académico.[57]
- 2019 - “Prêmio Cicero” (Fondazione “Marco Tullio Cicerone”)[58]
- 2019 - Prêmio Vincenzo Crocitti (“VINCE International”, Roma) [59]
- 2019 - Prêmio “Histonium d’Oro”[60]
- 2019 - Prêmio Mona Lisa 2019[61]
- 2020 - Prêmio Ubaldo Lay[61]
- 2020 - Prêmio "Silver Chimera" 2020[62]
- 2021 - Prémio Nacional "Silver Eagle"[63]
- 2024 - Medalha de Ouro (Melhor Música Clássica) concedida ao CD Álbum "Campagnoli: 41 Caprices para Viola Op.22, arranjados para Viola & Piano por Carl Albert Tottman", Global Music Awards (La Jolla, Califórnia)[64]
- 2024 - Medalha de Ouro (Melhor Duo) concedida ao CD Álbum "Campagnoli: 41 Caprices para Viola Op.22, arranjados para Viola & Piano por Carl Albert Tottman", Global Music Awards (La Jolla, Califórnia)[65]

## Honras
- Medalha de Mérito do Jubileu de Prata da Sagrada Ordem Militar Constantiniana de São Jorge conferida em 16 de abril de 2016;[66]
- Medalha de Mérito de Prata pelo 300º aniversário da Bolla Militantis Ecclesiae promulgada pelo Papa Clemente XI” da Sagrada Ordem Militar Constantiniana de São Jorge conferida em 27 de maio de 2018;[66]
- Medalha de Ouro - Comemoração do 150º Aniversário da Ópera Nacional da Ucrânia (maio de 2018);
- Cidadão Honorário da Cidade de Ayvalık – Turquia (fevereiro de 2018);
- Medalha de Cooperação na Ucrânia. Nº 988 - 2 de novembro de 2020;[67]
- Medalha da Ordem de São Jorge da Ucrânia. Nº 1725 - 2 de novembro de 2020;[68]
- Honorável Visitante da Cidade de Santiago de Cuba.